# Chickenfoot III
Chickenfoot III é o segundo álbum da banda de hard rock Chickenfoot, lançado em 23 de setembro de 2011. Anteriormente, o título estava previsto para ser Chickenfoot IV.

## Produção
A banda começou a gravar o álbum em abril de 2010, quando eles tinham algum tempo livre. Eles gravaram uma demo com quatro canções sem nome colocaram uma delas num vídeo descrevendo a tecnologia A.M.P.F. (que significa "Audio Musical Performance Fidelity", ou (Fidelidade da Performance Musical do Áudio em português).
Em 11 de março de 2011, o vocalista Sammy Hagar disse que o álbum estava quase pronto e deveria ser lançado no outono daquele ano. Ele revelou também o nome de algumas faixas, como "Astral Years", "No Change" e "Who's Next". Sammy disse no dia seguinte, durante a semana de música do Canada, que o título do álbum seria Chickenfoot IV.
Numa entrevista mais recente, o guitarrista Joe Satriani afirmou que eles tinham "99% da bateria, baixo e guitarras terminadas, e que "Sammy ainda precisa fazer sua parte nos vocais. Nós nem fizemos as mixagens reais ainda, mas eu posso te falar agora mesmo o som desse álbum é tremendo.
Em 22 de maio, o baterista Chad Smith declarou que havia gravado as duas últimas canções do álbum.
Em 30 de junho, o baixista Michael Anthony disse ao portal de notícias do Van Halen que o novo álbum será lançado em 27 de setembro de 2011. Ele também confirmou que o título do álbum não seria mais Chickenfoot IV. O primeiro single do álbum, "Bigfoot", deverá chegar às rádios ainda em julho.
No dia 8 de Julho de 2011, a banda postou um novo video com o teaser de uma música deste álbum  com a seguinte mensagem: "Attention Foot Soldiers. Get Your Boots On. September 27, 2011."
Em 13 de julho, a lista de faixas do álbum foi revelada pelo site da Rolling Stone estadunidense.

## Faixas
Todas canções por Sammy Hagar e Joe Satriani, exceto onde indicado:
| N.º | Título                                          | Duração |  |
| 1.  | "Last Temptation"                               | 4:02    |  |
| 2.  | "Alright Alright" (Chickenfoot)                 | 4:39    |  |
| 3.  | "Different Devil" (Hagar, Satriani, Chad Smith) | 4:24    |  |
| 4.  | "Up Next"                                       | 4:33    |  |
| 5.  | "Lighten Up"                                    | 5:12    |  |
| 6.  | "Come Closer"                                   | 4:08    |  |
| 7.  | "Three and a Half Letters"                      | 4:07    |  |
| 8.  | "Big Foot"                                      | 3:49    |  |
| 9.  | "Dubai Blues"                                   | 5:02    |  |
| 10. | "Something Going Wrong"                         | 5:16    |  |
| 11. | "No Change" (faixa escondida)" (Chickenfoot)    | 4:24    |  |

## Prêmios e Indicações

### Álbum
| Ano  | Trabalho (Álbum/Canção) | Prêmio                                    | Indicação                        | Resultado | Observação | Ref.         |
| ---- | ----------------------- | ----------------------------------------- | -------------------------------- | --------- | ---------- | ------------ |
| 2011 | Chickenfoot III         | Ultimate Classic Rock Awards              | Album of the Year (Álbum do Ano) | Venceu    |            | [ 7 ]        |
| 2011 | Big Foot                | Ultimate Classic Rock Awards              | Song of the Year (Canção do Ano) | Venceu    |            | [ 7 ]        |
| 2012 | Chickenfoot III         | Vintage Guitar Magazine Hall Of Fame 2012 | Album Of The Year (Álbum do Ano) | Indicado  |            | [ 8 ]        |
| 2012 | Chickenfoot III         | Grammy Awards                             | Best Recording Package           | Indicado  |            | [ 9 ] [ 10 ] |